# Ян Иньюй
Ян Инью́й (кит. 杨荫榆, пиньинь Yáng Yìnyú, 1884-1938) — китайская общественная деятельница, известная своими консервативными взглядами на женское образование.
Несмотря на то, что Ян Иньюй получила современное образование в университетах США и Японии, после возвращения в Китай и получения поста директора Пекинского женского педагогического университета она выступила как ярый консерватор в отношении женского образования. Её руководство студентки называли деспотизмом, тогда как сама Ян видела в строгом контроле за студентками проявление материнской любви. Чрезмерное давление директора над подчинёнными вызывало недовольство не только у учащихся, но и у представителей общественности. Писатель Лу Сюнь в свойственной ему манере жёсткой, уничижительной критики называл систему образования Ян Иньюй «вдовичеством», подразумевая, что лишь вдовы, лишённые мужской ласки, способы так опекать своих детей.
После студенческого бунта в 1924 году Ян Иньюй была смещена с поста директора, но в скором времени получила схожую должность в другом университете.
В годы японо-китайской войны Ян Иньюй, воочию наблюдавшая жестокость и насилие, учинённые японской солдатнёй по отношению к китаянкам, писала многочисленные протесты и жалобы в японские инстанции. 1 января 1938 года она была заколота японским офицером.